# Морелль, Курдин
Курдин Морелль (нем. Curdin Morell, 9 июля 1963, Шульхаус, Швейцария) — швейцарский бобслеист, разгоняющий, выступавший за сборную Швейцарии в конце 1980-х — начале 1990-х годов. Бронзовый призёр Альбервиля, двукратный чемпион мира и Европы.

## Биография
Курдин Морелль родился 9 июля 1963 года, вырос в Пани (коммуна Луцайн). Занимался лыжными гонками, но во время изучения спортивной науки (нем. Sportwissenschaft) в Бернском университете установил рекорд Граубюндена в беге на 100 метров (10,72 секунды). Выступать в бобслее на профессиональном уровне начал в середине 1980-х годов (его тренер отвечал за легкоатлетическую подготовку Сильвио Джобеллины) и с самого начала стал показывать неплохие результаты, попал в качестве разгоняющего (четвёртого) в национальную команду Швейцарии.
Практически все успехи в карьере Морелля связаны с партнёром-пилотом Густавом Ведером, вместе они ездили на Игры 1992 года в Альбервиль и в программе четырёхместных экипажей завоевали бронзовые медали.
Помимо всего прочего, Курдин Морелль четырежды становился призёром чемпионатов мира, в том числе два раза был первым и два раза вторым. Приезжал первым на многих этапах Кубка мира, неоднократно побеждал на чемпионатах Швейцарии.
Живёт в коммуне Ширс Преттигау, преподаёт гимнастику и спорт в местной евангелической средней школе и тренирует легкоатлетов в Ландкварте. На Олимпийских играх в Ванкувере тренировал Иво Рюэгга. Дочь Мара Морелль (род. 1994) — призёр чемпионата Европы 2024.